# Vòng loại bóng đá nam Thế vận hội Mùa hè 2020 khu vực châu Đại Dương
Giải đấu vòng loại bóng đá nam Thế vận hội Mùa hè khu vực châu Đại Dương 2019(còn được gọi là Giải vô địch bóng đá U-23 châu Đại Dương 2019) sẽ là lần thứ tám của Giải đấu vòng loại Olympic nam khu vực châu Đại Dương, Giải vô địch bóng đá được tổ chức bởi Liên đoàn bóng đá Châu Đại Dương (OFC) dành cho các đội tuyển quốc gia dưới 23 tuổi của Châu Đại Dương.
Vào tháng 11 năm 2018, OFC đã thông báo rằng Fiji sẽ tổ chức giải. Giải đấu sẽ được tổ chức từ ngày 21 tháng 9 đến ngày 5 tháng 10 năm 2019.
Đội chiến thắng sẽ đủ điều kiện làm đại diện của OFC tại Bóng đá tại Thế vận hội Mùa hè 2020 tại Nhật Bản.
Fiji là những nhà đương kim vô địch.

## Các đội tham dự
Eight of the 11 FIFA-affiliated national teams from OFC entered the tournament.
| Đội tuyển        | Số lần tham dự | Thành tích tốt nhất lần trước |
| ---------------- | -------------- | ----------------------------- |
| Samoa thuộc Mỹ   | 3 lần          | Vòng Bảng (2004, 2012)        |
| Fiji (chủ nhà)   | 8 lần          | Vô địch (2015)                |
| New Zealand      | 8 lần          | Vô địch (1999, 2008, 2012)    |
| Papua New Guinea | 7 lần          | Hạng ba (2015)                |
| Samoa            | 3 lần          | Vòng bảng (1999, 2004)        |
| Quần đảo Solomon | 7 lần          | Á quân (1999, 2008)           |
| Tonga            | 4 lần          | Vòng bảng (1999, 2004, 2012)  |
| Vanuatu          | 7 lần          | Á quân (2015)                 |

Không tham dự
- Quần đảo Cook
- Nouvelle-Calédonie
- Tahiti

Lưu ý:  New Caledonia và Tahiti không phải là thành viên của Ủy ban Olympic Quốc tế và do đó không đủ điều kiện để tham gia Giải bóng đá Olympic.

## Địa điểm
Các trận đấu sẽ được diễn ra tại Suva và Lautoka.
- Sân vận động Quốc gia ANZ, Suva
- Công viên Churchill, Lautoka

## Đội hình
Cầu thủ sinh vào hoặc sau ngày 1 tháng 1 năm 1997 mới có đủ điều kiện để tham gia giải đấu.

## Bốc thăm
Lễ bốc thăm của giải đấu được tổ chức vào ngày 6 tháng 5 năm 2019 tại Học viện OFC ở Auckland, New Zealand. Tám đội được chia thành hai bảng, mỗi bảng bốn đội. Hai đội xếp hạng cao nhất, New Zealand và Fiji, lần lượt được chỉ định vào các vị trí nhóm A1 và B1, và hai đội xếp hạng tiếp theo là Quần đảo Vanuatu và Solomon đã được bốc thăm vào vị trí 2 của Bảng A hoặc Bảng B, trong khi các đội còn lại bôc thăm vào vị trí 3 hoặc 4 của Bảng A hoặc Bảng B.

## Vòng bảng
Hai đội đầu bảng giành quyền vào bán kết.
Tất cả thời gian là giờ địa phương, FJT (UTC+12).

### Bảng A
| VT | Đội                  | ST | T | H | B | BT | BB | HS  | Đ | Giành quyền tham dự     |
| -- | -------------------- | -- | - | - | - | -- | -- | --- | - | ----------------------- |
| 1  | New Zealand (Q)      | 3  | 3 | 0 | 0 | 22 | 3  | +19 | 9 | Vòng đấu loại trực tiếp |
| 2  | Quần đảo Solomon (Q) | 3  | 2 | 0 | 1 | 13 | 4  | +9  | 6 | Vòng đấu loại trực tiếp |
| 3  | Samoa (E)            | 3  | 1 | 0 | 2 | 6  | 11 | −5  | 3 |                         |
| 4  | Samoa thuộc Mỹ (E)   | 3  | 0 | 0 | 3 | 0  | 23 | −23 | 0 |                         |

| Quần đảo Solomon                                          | 6–0      | Samoa thuộc Mỹ |
| --------------------------------------------------------- | -------- | -------------- |
| - Waita 3', 55' - Kakasi 10' - Taroga 33' - Mara 41', 47' | Chi tiết |                |

| Samoa           | 1–6      | New Zealand                                                   |
| --------------- | -------- | ------------------------------------------------------------- |
| - Tumua Leo 41' | Chi tiết | - Waine 10', 53', 81', 84' (ph.đ.) - Rogerson 12' - Bevan 39' |

| Samoa | 0–5      | Quần đảo Solomon                                        |
| ----- | -------- | ------------------------------------------------------- |
|       | Chi tiết | - Kakasi 16' - Waita 28', 34' - Mara 68' - Taroga 90+2' |

| New Zealand                                                                                               | 12–0     | Samoa thuộc Mỹ |
| --- | -------- | -------------- |
| - Lewis 4', 34' - Rogerson 15' - Whyte 19' - Bevan 51', 75', 78', 83', 89' - Waine 54', 59' - de Jong 56' | Chi tiết |                |

| Samoa thuộc Mỹ | 0–5      | Samoa                                                      |
| -------------- | -------- | ---------------------------------------------------------- |
|                | Chi tiết | - Tumua Leo 26' - Savelio 29' - Bourne 39' - Malu 65', 88' |

| New Zealand                                      | 4–2      | Quần đảo Solomon          |
| ------------------------------------------------ | -------- | ------------------------- |
| - Lewis 37' - Bevan 39', 90+1' - Billingsley 52' | Chi tiết | - Taroga 1' - Maeobia 79' |

### Bảng B
| VT | Đội                  | ST | T | H | B | BT | BB | HS  | Đ | Giành quyền tham dự |
| -- | -------------------- | -- | - | - | - | -- | -- | --- | - | ------------------- |
| 1  | Vanuatu (Q)          | 3  | 3 | 0 | 0 | 12 | 1  | +11 | 9 | Vòng loại trực tiếp |
| 2  | Fiji (H, Q)          | 3  | 2 | 0 | 1 | 7  | 3  | +4  | 6 | Vòng loại trực tiếp |
| 3  | Papua New Guinea (E) | 3  | 1 | 0 | 2 | 8  | 7  | +1  | 3 |                     |
| 4  | Tonga (E)            | 3  | 0 | 0 | 3 | 2  | 18 | −16 | 0 |                     |

| Vanuatu                         | 3–1      | Papua New Guinea |
| ------------------------------- | -------- | ---------------- |
| - Soromon 3', 21' - Wilkins 25' | Chi tiết | - Togubai 56'    |

| Tonga          | 1–4      | Fiji                                                |
| -------------- | -------- | --------------------------------------------------- |
| - Polovili 90' | Chi tiết | - Joseph 54', 66' - Baledrokadroka 62' - Hughes 90' |

| Tonga | 0–8      | Vanuatu                                                                                      |
| ----- | -------- | -------------------------------------------------------------------------------------------- |
|       | Chi tiết | - Kalo 28', 29', 50' - Spokeyjack 31' - Ollie 45+2' - Tasip 48' - Kalopong 53' - Soromon 81' |

| Fiji                                             | 3–1      | Papua New Guinea |
| ------------------------------------------------ | -------- | ---------------- |
| - Baledrokadroka 42' - Joseph 50' - Vodowaqa 87' | Chi tiết | - Simongi 66'    |

| Papua New Guinea                                                              | 6–1      | Tonga          |
| ----------------------------------------------------------------------------- | -------- | -------------- |
| - Kepo 11', 73' - Togubai 45+1', 49' (ph.đ.) - Purari 55' - Malafu 71' (l.n.) | Chi tiết | - Polovili 15' |

| Fiji | 0–1      | Vanuatu   |
| ---- | -------- | --------- |
|      | Chi tiết | - Aru 45' |

## Vòng đấu loại trực tiếp

### Sơ đồ
|  | Bán kết              | Bán kết   |  |  | Chung kết | Chung kết |
|  |                      |           |  |  |           |           |
|  | 2 tháng 10 – Lautoka |           |  |  |           |           |
|  |                      |           |  |  |           |           |
|  | New Zealand          |           |  |  |           |           |
|  | 5 tháng 10 – Lautoka |           |  |  |           |           |
|  | Fiji                 |           |  |  |           |           |
|  | Thắng BK1            |           |  |  |           |           |
|  | 2 tháng 10 – Lautoka |           |  |  |           |           |
|  |                      | Thắng BK2 |  |  |           |           |
|  | Vanuatu              |           |  |  |           |           |
|  |                      |           |  |  |           |           |
|  | Quần đảo Solomon     |           |  |  |           |           |
|  | Tranh hạng ba        |           |  |  |           |           |
|  |                      |           |  |  |           |           |
|  | 5 tháng 10 – Lautoka |           |  |  |           |           |
|  |                      |           |  |  |           |           |
|  | Thua BK1             |           |  |  |           |           |
|  |                      |           |  |  |           |           |
|  | Thua BK2             |           |  |  |           |           |

### Bán kết
| New Zealand | BK1      | Fiji |
| ----------- | -------- | ---- |
|             | Chi tiết |      |

| Vanuatu | BK2      | Quần đảo Solomon |
| ------- | -------- | ---------------- |
|         | Chi tiết |                  |

### Tranh hạng ba
| Thua BK1 | v        | Thua BK2 |
| -------- | -------- | -------- |
|          | Chi tiết |          |

### Chung kết
Vô địch vòng loại và giành quyền tham dự Olympic Mùa hè 2020.
| Thắng BK1 | v        | Tháng BK2 |
| --------- | -------- | --------- |
|           | Chi tiết |           |

## Đội đủ điều kiện tham dự Thế vận hội mùa hè
Đội bóng của OFC đủ điều kiện tham gia Giải bóng đá nam Thế vận hội mùa hè 2020.
| Đội tuyển | Ngày vượt qua vòng loại | Tham dự lần trước trong Thế vận hội Mùa hè1 |
| --------- | ----------------------- | ------------------------------------------- |
| TBD       | 5 tháng 10 năm 2019     |                                             |

1 Bold indicates champions for that year. Italic indicates hosts for that year.

## Vua phá lưới
4 bàn
- Ben Waine

2 bàn
- Patrick Joseph
- Adrian Mara
- Augustine Waita
- Azariah Soromon

1 bàn
- Savenaca Baledrokadroka
- Bruce Hughes
- Logan Rogerson
- Myer Bevan
- Gregory Togubai
- Michael Tumua Leo
- Darold Kakasi
- Patrick Taroga
- Hemaloto Polovili
- Ronaldo Wilkins